# Carmi (Illinois)
Carmi é uma cidade localizada no estado americano de Illinois, no Condado de White.

## Demografia
Segundo o censo americano de 2000, a sua população era de 5422 habitantes.
Em 2006, foi estimada uma população de 5343, um decréscimo de 79 (-1.5%).

## Geografia
De acordo com o United States Census Bureau tem uma área de
6,5 km², dos quais 6,4 km² cobertos por terra e 0,1 km² cobertos por água. Carmi localiza-se a aproximadamente 120 m acima do nível do mar.

## Localidades na vizinhança
O diagrama seguinte representa as localidades num raio de 20 km ao redor de Carmi.